# Abbaye de Säben
L'abbaye de la Sainte-Croix de Säben (en allemand : Kloster Säben, en italien : monastero di Sabiona) est une abbaye bénédictine qui se trouve près de Chiusa dans la province autonome de Bolzano (le Tyrol du Sud) en Italie du Nord. Elle a été fondée à la fin du XVIIe siècle par des religieuses de l'abbaye de Nonnberg à Salzbourg.

## Histoire

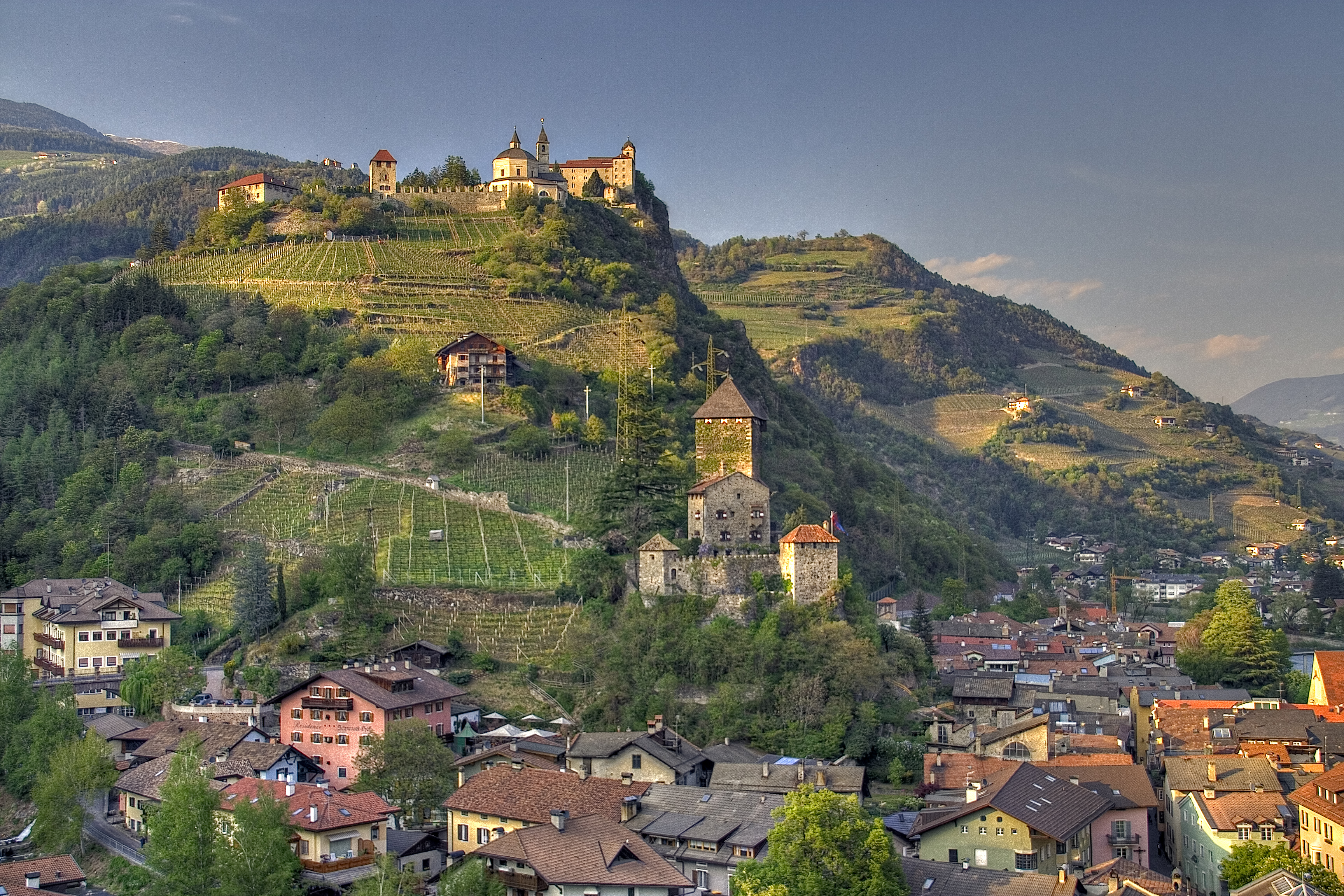
Vue de la montagne de Säben.

Le piton rocheux de Säben dans la vallée de l'Isarco est depuis plus d'un millénaire un lieu de pèlerinage qui domine la localité de Chiusa (Klausen), habitée depuis le Néolithique. Des découvertes archéologiques remontent au IVe millénaire av. J.-C. Depuis le Ve siècle av. J.-C., la route sur le col du Brenner au nord a gagné en importance. Il y eut ensuite une fortification romaine, construite entre 400 et 530, avec une première église chrétienne. Selon la légende, l'évêché de Säben en Rhétie, le futur diocèse de Bolzano-Bressanone, a été fondé par saint Cassien d'Imola († 363) ; néanmoins, il est probable que le siège épiscopal d'Augsbourg (Augusta Vindelicorum) fut déplacé en ce lieu pendant la chute de l'Empire romain au Ve siècle.
Le diocèse de Säben dépendait du patriarcat d'Aquilée. Un certain évêque Ingenuinus est documenté en rapport avec l’affaire des Trois Chapitres ; il s'est prononcé contre le pape Grégoire Ier vers l'an 590/591. En même temps, le peuplement de la région par les Bavarois a commencé et Säben faisait partie de leur premier duché. Après l'intégration dans l'Empire carolingien, l'évêché est placé sous l'autorité de l'archidiocèse de Salzbourg sur ordre de Charlemagne en 798. Son territoire englobait les vallées de l'Inn et de l'Isarco (Eisack), ainsi que le val Pusteria à l'est.
Le 13 septembre 901, Louis l'Enfant, roi de Francie orientale, fait don d'un domaine agricole en possession de sa mère Oda, Prichsna devenu Bressanone (Brixen), à l'évêque Zacharie de Säben. Par la suite, vers 960, ce manoir deviendra le nouveau siège de l'évêché. Les dignitaires sont devenus princes-évêques par ordonnance de l'empereur Conrad II en 1027. Säben devient à cette époque une forteresse épiscopale et l'on reconstruit un château fort (Burg Säben) entre les XIVe et XVe siècles. Les jugements y sont rendus et c'est du château que les évêques font administrer la partie méridionale de leur diocèse. Celui-ci est presque entièrement détruit par un incendie à la fin du XVIe siècle.

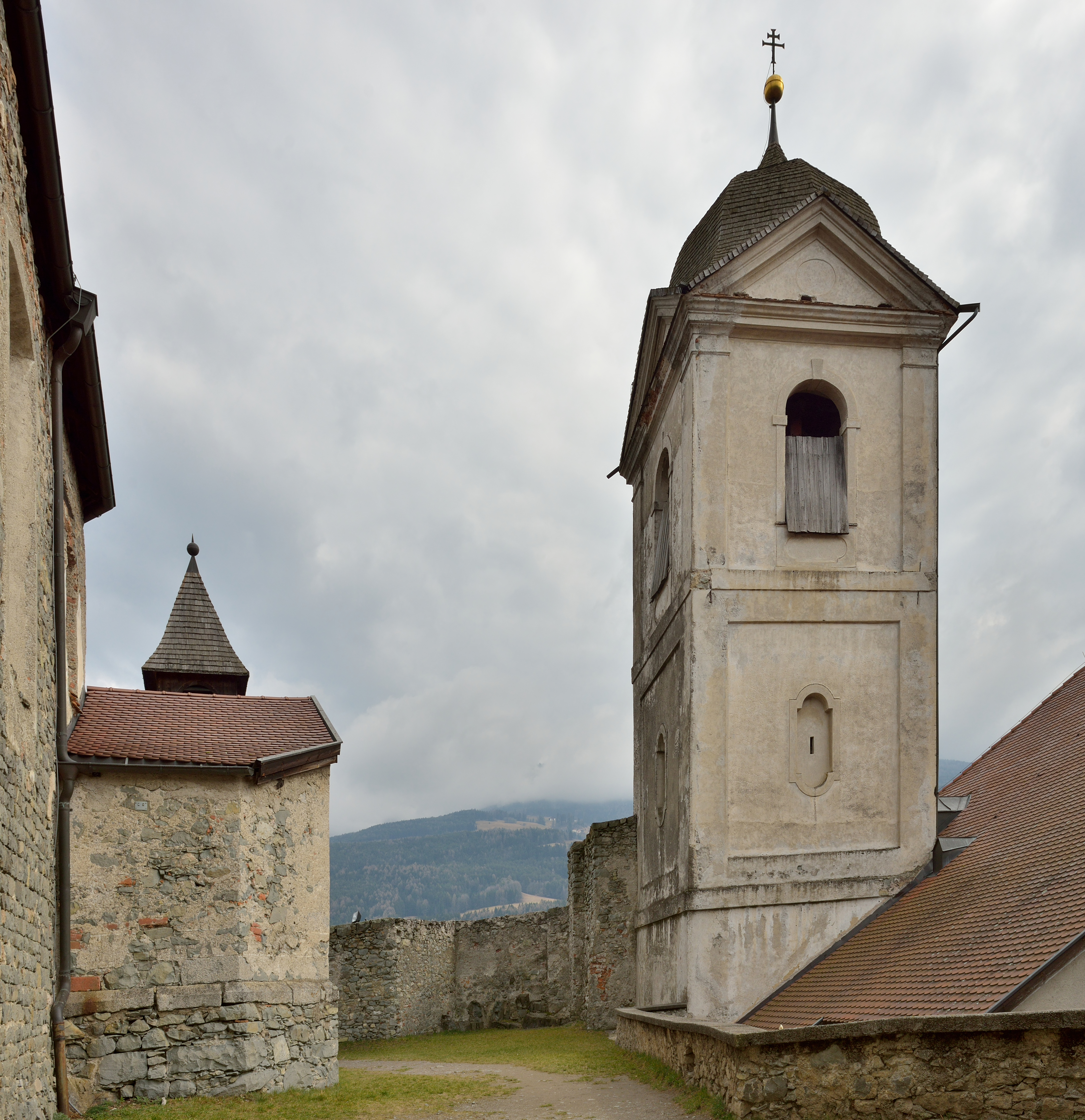
Le clocher de l'église conventuelle.

En 1685, le prince-évêque de Brixen, Mgr Khuen von Belasi († 1702), consent à la demande du clergé local de faire venir une communauté de religieuses bénédictines, venant de l'abbaye de Nonnberg à Salzbourg. La charte fondatrice a été délivrée le 21 novembre 1686. La première abbesse est Marie Agnès de Zeiller et bientôt la communauté comprend trente bénédictines.
Le monastère est assailli pendant les guerres napoléoniennes et la principauté épiscopale de Bressanone fut sécularisée en 1803, après le recès d'Empire. Le couvent fut supprimé par les autorités bavaroises en 1808, mais les religieuses réussissent à revenir et à s'y maintenir, certes dans un état précaire, pendant le XIXe siècle.
La communauté est revitalisée par l'arrivée dans les environs des moines de l'abbaye de Beuron qui avaient dû prendre l'exil à cause des mesures législatives anti-catholiques du Kulturkampf prises entre 1871 et 1876 et qui eurent pour effet de chasser les congrégations (sauf les hospitalières) de l'Empire allemand pendant une douzaine d'années et de confisquer leurs biens. Les religieuses profitent de leur enseignement et font reconstruire les ruines du château pour y installer de nouveaux bâtiments. L'abbaye, bien qu'ayant adopté depuis près d'un siècle le mode de vie beuronnais, n'entre formellement dans la congrégation de Beuron qu'en 1974.
Les religieuses, qui sont une douzaine, vivent une clôture monastique stricte et reçoivent des retraitantes pendant l'été. Elles vivent d'artisanat.

## Architecture
On trouve quatre églises à Säben : l'église de la Sainte-Croix, la chapelle Notre-Dame-de-Grâces, l'église abbatiale et l'église Notre-Dame, où sont conservés huit tableaux de Stephan Kessler, peintre baroque tyrolien, représentant les épisodes de la vie de la Vierge Marie.
Les archéologues ont trouvé un baptistère du IVe siècle dans la chapelle ND de Grâces. L'abside et un arc sont pré-romans et romans et le reste du XIVe siècle.

## Sources
- (de) Cet article est partiellement ou en totalité issu de l’article de Wikipédia en allemand intitulé « Kloster Säben » (voir la liste des auteurs).